# James Ward-Prowse
James Michael Edward Ward-Prowse, född 1 november 1994 i Portsmouth, är en engelsk fotbollsspelare (mittfältare) som spelar för West Ham United i Premier League.

## Karriär
Ward-Prowse debuterade för Southampton som 16-åring mot Crystal Palace i Ligacupen. Han debuterade i Premier League i premiäromgången av säsongen 2012/2013 mot Manchester City, en match som slutade med en 3–2-förlust för Southampton.
I augusti 2023 värvades Ward-Prowse av West Ham United, där han skrev på ett fyraårskontrakt.